# Георгиевская (Вологодская область)
Георгиевская — деревня в Сямженском районе Вологодской области на реке Узьмица. Административный центр Коробицынского сельского поселения и Коробицинского сельсовета.
Расстояние до районного центра Сямжи по автодороге — 40 км. Ближайшие населённые пункты — Подгорная, Узмица, Мартьяниха, Самылково.
По переписи 2002 года население — 212 человек (101 мужчина, 111 женщин). Преобладающая национальность — русские (98 %).